# Вонстед (станція метро)
51°34′32″ пн. ш. 0°01′44″ сх. д. / 51.575556° пн. ш. 0.028889° сх. д.
Вонстед (англ. Wanstead) — станція Центральної лінії Лондонського метрополітену. Станція знаходиться у Вонстед, Редбрідж, Лондон, у 4-й тарифній зоні, на петлі Гаїнолт між метростанціями — Редбрідж та Лейтонстоун. У 2018 році пасажирообіг станції — 2.71 млн пасажирів
- Конструкція станції — пілонна трипрогінна станція з однією прямою острівною платформою.
- 14 грудня 1947: відкриття станції

## Пересадки
На автобуси London Buses маршрутів: 66, 101, 145, 308, W12, W13, W14 та нічні маршрути N8, N55.

## Послуги
| Попередня станція | Лінія | Лінія                                           | Лінія | Наступна станція |
| ----------------- | ----- | ----------------------------------------------- | ----- | ---------------- |
| Редбрідж          |       | Лондонське метро Центральна лінія петля Гаїнолт |       | Лейтонстоун      |